# Otto Gail
Otto Gail (* 3. September 1887 in Ballersbach, Dillkreis; † 25. April 1970 in Wiesbaden) war ein deutscher Verwaltungsjurist und Landrat.

## Leben
Otto Gail war Gerichtsassessor und wurde im März 1922 zum Regierungsassessor ernannt und am Landratsamt Wetzlar tätig. 1925 wechselte er zu Bezirksregierung Wiesbaden.
Im September 1926 wurde ihm zunächst kommissarisch die Leitung des Kreises Einbeck übergeben, im Januar 1927 wurde er endgültig zum Landrat bestellt und im Mai 1932 in den einstweiligen Ruhestand versetzt. Er trat zum 1. September 1932 der NSDAP bei (Mitgliedsnummer 1.285.343). Im Dezember 1932 übernahm er zunächst kommissarisch die Verwaltung des Kreises Glogau, im Juni 1933 erfolgte die endgültige Ernennung zum Landrat. Am 13. April 1935 übernahm er vertretungsweise das Landratsamt im Kreis Wittgenstein, ab 1. Juni 1935 kommissarisch die Amtsgeschäfte des Landrats und zum 30. März 1936 endgültig das Amt des Landrats in Wittgenstein. Von 1938 bis 1942 war er Mitglied des Aufsichtsrats der Kölsch-Fölzer-Werke AG in Siegen.
Am 16. Oktober 1938 erfolgte die Ernennung zum Oberregierungsrat bei der Bezirksregierung Kassel. 1944 wurde er dem Oberversicherungsamt zugewiesen, später zur Bezirksregierung Wiesbaden versetzt. 1945 wurde er aus dem Staatsdienst entlassen.
Seitens der Militärregierung wurde er nach Kriegsende als NS-belastet interniert. Im Entnazifizierungsverfahren wurde er 1947 als Mitläufer (IVa) und schließlich 1948 als Entlasteter (V) eingestuft. Er war bis 1939 Kreisamtsleiter der NSDAP für Kommunalpolitik im Kreis Wittgenstein. 1934 wurde er als „Alter Parteigenosse“ der NSDAP geehrt. Er trat der Schutzstaffel der NSDAP 1934 bei ebenso dem NSFK und dem BNSDJ/NSRB, dessen Kreisgruppenführer im Nationalsozialistischen Rechtswahrerbund (NSRB) in Wittgenstein von 1939 bis 1941.